# 捷克克魯姆洛夫縣

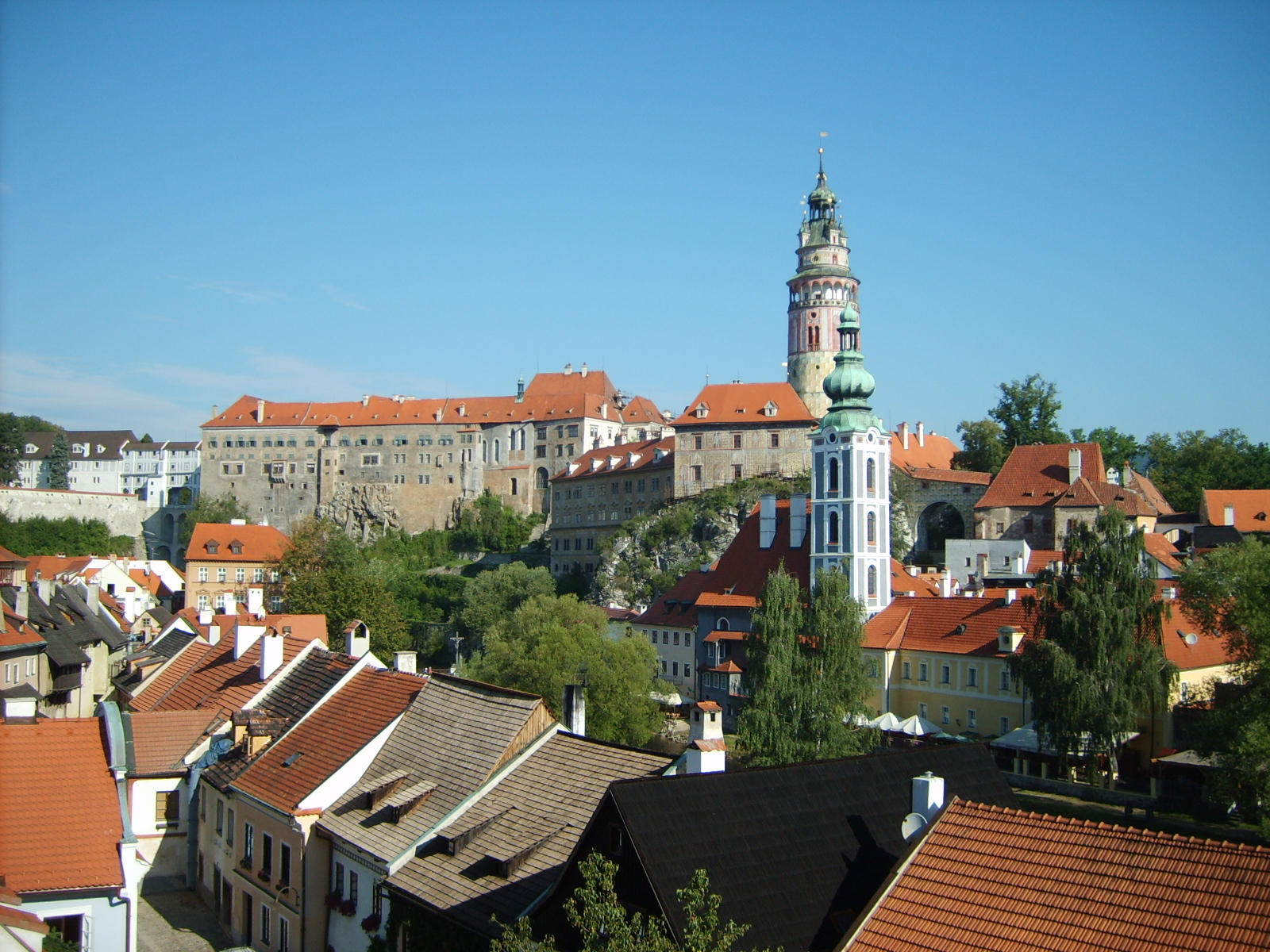

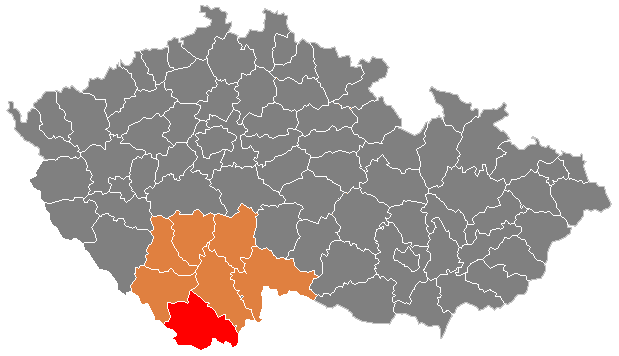

48°48′39″N 14°18′54″E / 48.81083°N 14.31500°E
捷克克魯姆洛夫縣（捷克語：Okres Český Krumlov）是捷克南部南波希米亞州縣份，首府為捷克克魯姆洛夫；面積1,615平方公里，2007年人口60,708人，人口密度每平方公里37.6人。